# Mordellistena irritans
Mordellistena irritans es una especie de coleóptero de la familia Mordellidae.

## Distribución geográfica
Habita en Sicilia (Italia).